# Râul Arsa, Saca
Râul Arsa este un râu care străbate sud-vestul Regiunii Odesa din Ucraina, afluent de stânga al râului Saca.

## Date geografice
Râul izvorăște dintr-o zonă deluroasă, în apropierea satului Vozneseni (Raionul Tarutino), curge pe direcția sud și se varsă în râul Saca, în apropierea satului Borodino. 
El are un debit foarte mic, iar în verile mai secetoase poate chiar seca pe unele segmente. Apele sale sunt folosite în irigații. 
Râul Arsa traversează următoarele sate: Vozneseni și Borodino. 